# Fontaine-le-Puits
Fontaine-le-Puits era una comuna francesa del departamento de Saboya, parte de la región de Auvernia-Ródano-Alpes, que el 1 de enero de 2016 pasó a ser una comuna delegada de la comuna nueva de Salins-Fontaine al fusionarse con la comuna de Salins-les-Thermes.
Tiene una población estimada, a inicios de 2021, de 103 habitantes.

## Demografía
| Gráfica de evolución demográfica de Fontaine-le-Puits entre 1800 y 2021 |
|                                                                         |

Los datos demográficos contemplados en este gráfico de la comuna de Fontaine-le-Puits se han cogido de 1800 a 1999 de la página francesa EHESS/Cassini, y los demás datos de la página del INSEE.